# David Horn
Johann David Horn (* 12. Dezember 1832 in Seligenstadt; † 2. September 1925 ebenda) war ein deutscher Weinhändler, hessischer Politiker (Zentrum) und Abgeordneter der 2. Kammer der Landstände des Großherzogtums Hessen.
David Horn war der Sohn des Färbers Christoph Anton Horn und dessen Ehefrau Katharina, geborene Winter. Horn, der katholischen Glaubens war, war Weinhändler in Seligenstadt und heiratete Theresia geborene Sippel.
Von 1895 bis 1911 gehörte er der Zweiten Kammer der Landstände an. Er wurde für den Wahlbezirk Starkenburg 17/Seligenstadt (bei der letzten Wahl in der Wahlperiode 34 war dies der Wahlkreis XVII) gewählt. Er war ab 1871 Mitglied des Ortsgerichtes Seligenstadt.